# Franz de Paula Roser
Franz de Paula Roser, auch Franz de Paula Roser von Reiter, (* 17. August 1779 in Naarn im Machlande; † 12. August 1830 in Pest) war ein österreichischer Komponist und Dirigent.

## Leben und Werk
Franz de Paula Roser erhielt zunächst von seinem Vater Johann Georg Roser, Dom- und Kapellmeister in Linz, Musikunterricht. 1789 wurde er nach Wien geschickt, wo er kurzzeitig von Wolfgang Amadeus Mozart unterrichtet worden sein soll. In der Folge erhielt er weiteren Unterricht in Kremsmünster bei Georg Pasterwitz und ab 1795, zurück in Wien, bei Johann Georg Albrechtsberger. 1796 trat er ein Noviziat im Stift Wilhering an, wo zwei Messen von ihm aufgeführt wurden, schlug dann kurzzeitig eine militärische Laufbahn ein, bevor er sich endgültig für die Musik entschied. Es folgten Stationen als Musikdirektor in Freiburg im Breisgau und – nach kurzem Aufenthalt mit einer Operngesellschaft in Paris – als Kapellmeister in Linz (1801) und in Verona (1802). Ab 1803 wirkte er als Sänger an den Theatern von Klagenfurt und Pest. Von 1806 bis 1811 arbeitete er als Hauskomponist für die Privatkapelle eines ungarischen Gutsbesitzers im Komitat Stuhlweißenburg, ging 1811 erneut als Theaterkapellmeister nach Linz und war von 1812 bis 1819 als Kapellmeister am Theater in der Josefstadt in Wien engagiert. Ab 1819 war er Kapellmeisteradjunkt am Theater am Kärntnertor. 1820 wurde er Kapellmeister am Theater an der Wien, um 1824 in dieser Funktion nach Pest zu übersiedeln. Zuletzt lebte er wieder in Wien, wohin er seine dort als Sängerin tätige älteste Tochter Magdalena († 1888) begleitet hatte.
Als Komponist schuf Roser anfangs vorwiegend Kirchen- und Kammermusik, später Tänze und zahlreiche Werke insbesondere für die Wiener Vorstadtbühnen, darunter eine Reihe von Opern, Operetten, Singspielen, Melodramen, Balletten und Parodien. Roser steuerte auch eine Variation zu einem Walzer Anton Diabellis bei, der insgesamt 50 zeitgenössische Komponisten zu je einer Variation über einen selbstkomponierten Walzer angeregt hatte, die unter dem Titel „Vaterländischer Künstlerverein“ publiziert wurden; Beethoven verarbeitete das Thema in eigenen Diabelli-Variationen.